# ستانچا (کرایوو)
ستانچا (به صربی: Stanča) یک منطقهٔ مسکونی در صربستان است که در کرالیفو واقع شده‌است.